# علي بن حنظلة (الداعي المطلق)
علي بن حنظلة بن أبي سالم المحفوظي الوادعي الهمداني كان الداعي المطلق السادس الإسماعيلية الطيبية في اليمن، من عام 1215 حتى وفاته عام 1229.

## الحياة
كان علي بن حنظلة، أحد أفراد قبيلة بني همدان، وكان نشطًا في الدعوة بالفعل في عهد الداعي المطلق الثالث، حاتم بن إبراهيم (1162-1199).  وفي عهد الداعي المطلق الخامس، علي بن محمد بن الوليد (1209-1215)، الذي عمل نائبًا أولًا له (المأذون) وخلفه عندما توفي الأخير في عام 1215. إن الدعاة المطلقين يدلّون على موقفهم باعتبارهم القادة الفعليين للمجتمع الطيبي بصفتهم نوابًا للإمام الغائب.
مثل معظم أسلافه وخلفائه، تمتع علي بعلاقات جيدة مع الأسرة الهمدانية الحاتمية التي حكمت صنعاء وسادتهم الأيوبيين، مما سمح له بالإقامة في صنعاء وفي معقل الحاتميين الحمدانيين في ذي مرمر. كما أرسل أيضًا دعاةً صغارًا لمساعدة المجتمع الإسماعيلي المتنامي في غرب الهند. وفي الوقت نفسه، واجه محاولات الدعوة الإسماعيلية المنافسة من الأفرع الأخرى، بالإضافة إلى دعاة الإمامة الزيدية، لتوسيع نفوذهم في أراضيه.
وكان مأذونه من أقارب سلفه علي بن محمد: أحمد بن مبارك ابن أخي علي، وابن علي الحسين. وكلاهما سيخلفانه في منصب الداعي المطلق بعد وفاته في 8 شباط 1229.

## الكتابات
كان علي بن حنظلة متعلمًا جدًا، وكان مهتمًا بشكل خاص بعلم الفلك والعلوم الطبيعية. كتب كتابين لاهوتيين في العقيدة الطيبية الباطنية (الحقائق):
- سمط الحقائق، وهو عمل عن المفاهيم الطيبية في التوحيد وعلم الكون وعلم الآخرة، وقد كُتب على شكل قصيدة مكونة من 663 بيتًا. وقد تم تحريره ونشره في دمشق سنة 1953 من عباس العزاوي في المعهد الفرنسي بدمشق.
- رسالة ضياء العلوم ومصباح العلوم، مقسمة إلى أربعة فصول، كما تتناول مسائل التوحيد، وعلم الكونيات، وعلم الآخرة، بالإضافة إلى مسائل لاهوتية أخرى.